# 养根施宅
养根施宅，位于中华人民共和国浙江省温州市文成县周山畲族乡，是浙江省省级文物保护单位之一。
2017年1月19日，养根施宅被列入第七批浙江省文物保护单位，该文物保护单位是一座古建筑。